# Sel del Hoyo
Sel del Hoyo es una localidad del municipio de Luena (Cantabria, España). Está situado a 651 metros de altura sobre el nivel del mar y su población era de 11 habitantes en el año 2024 (INE). Se encuentra a 2 kilómetros de la capital municipal,  San Miguel de Luena. La única actividad económica es la ganadería. Destacan sus praderías y sus típicas cabañas pasiegas.
- Datos: Q6124015
- Multimedia: Sel del Hoyo (Luena) / Q6124015